# Simforosa

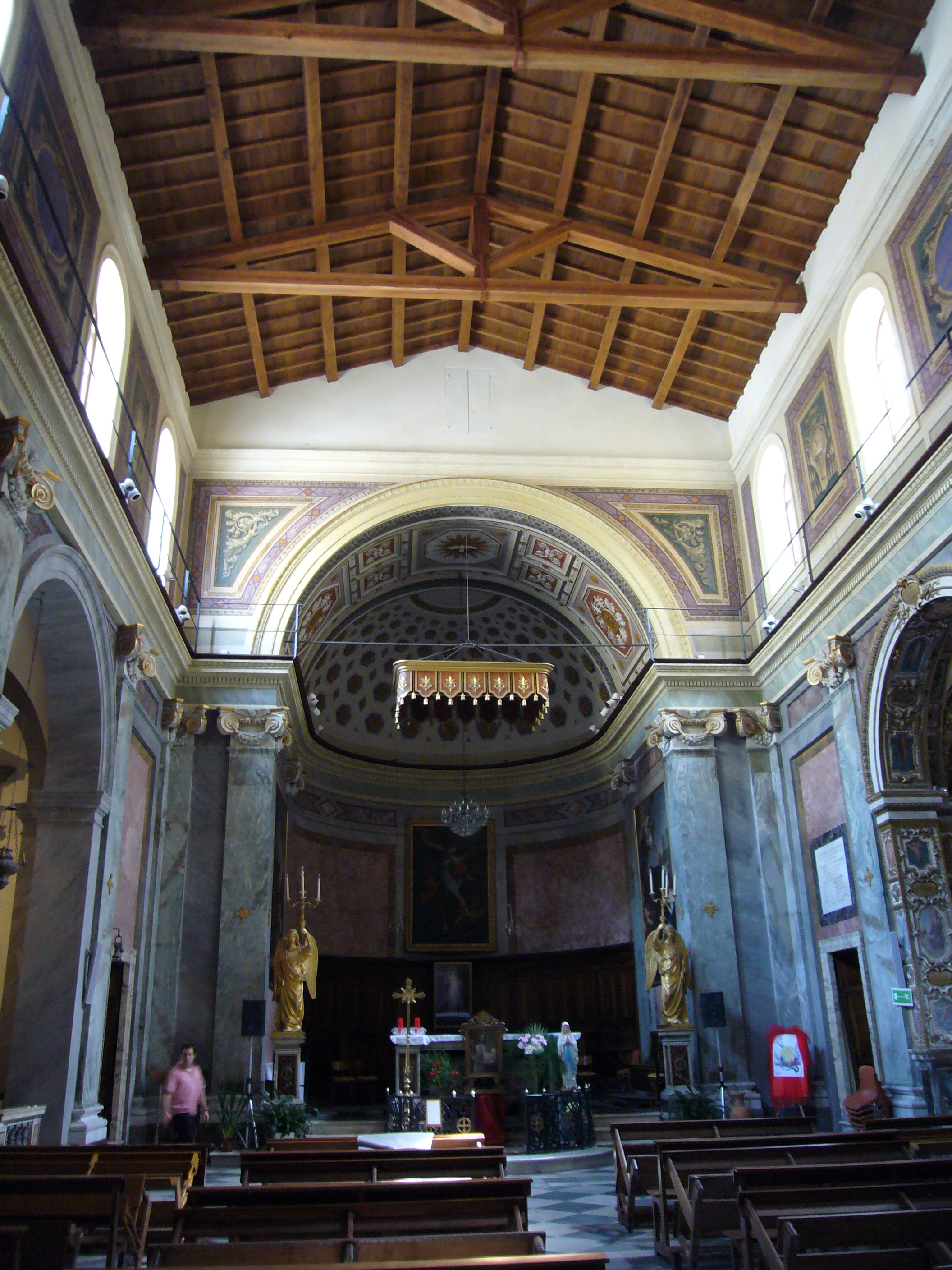
Altar major de S. Angelo in Pescheria (Roma), sota el qual hi ha les relíquies dels sants

Simforosa de Tívoli (Tívoli, s. I o II - ca. 138), esposa de Getuli de Gabii, fou una dona cristiana de l'antiga Tibur. Morta com a màrtir juntament amb els seus set fills, és venerada com a santa per tota la cristiandat. Al bisbat de Tívoli se'ls venera com a sants patrons. La festivitat litúrgica és el 18 de juliol. En 1969 foren eliminats del calendari universal de sants, per la inversemblança de la història, considerada com a mera imitació de la Passio de santa Felicitas de Roma.

## Historicitat
L'única certesa que se'n té és que era venerada com a màrtir i sebollida al cementiri de la Via Tiburtina. Les actes del martiri són poc creïbles i ja s'ha descartat la creença que havien estat escrites per Juli Africà. La festivitat de la santa s'esmenta ja al Martyrologium Hieronymianum, del segle v, però els noms dels fills són diferents als donats a les actes.
La llegenda que la presenta com a mare de set màrtirs és similar a la de santa Felicitas de Roma, amb qui sovint es confon. Podria tractar-se de la mateixa persona, o d'una adaptació de la llegenda d'una a l'altra. De fet, al mateix Martirologi jeronimià hi ha, el dia 27 de juny, la festivitat de set germans màrtirs els noms dels quals coincideixen amb els dels fills de Simforosa; probablement, l'autor de les actes, seguint la tradició que Simforosa havia tingut set fills màrtirs, va treure'n els noms dels màrtirs del 27 de juny. Alguns autors mantenen que les històries dels set fills de Simforosa i de Felicitas són variants de la història dels Macabeus i la seva mare.
Al segle xvii, Bosio va descobrir les ruïnes d'una basílica al lloc conegut popularment "Le sette fratte" (els set germans), a la Via Tiburtina, a nou milles de Roma, que correspondria al lloc de la tomba de Simforosa i els seus fills, sobre la qual s'edificaria l'església.
Les restes havien estat portades a l'església de Sant'Angelo in Pescheria (Roma) pel papa Esteve II en 752. Al sarcòfag, trobat en 1610, hi havia la inscripció: Hic requiescunt corpora SS. Martyrum Simforosae, viri sui Zotici (Getulii) et Filiorum ejus a Stephano Papa translata.

## Llegenda de Simforosa i els seus fills
La llegenda, transmesa per una antiga Passio però poc creïble i tinguda avui per fictícia, diu que Simforosa hauria sigut una noble i rica dona de Tibur, vídua de Getuli de Gabii (que ja havia mort màrtir), i convertida al cristianisme i amb set fills. Molt caritativa, hauria ajudat els necessitats i donava exemple de fe, aconseguint així moltes conversions.

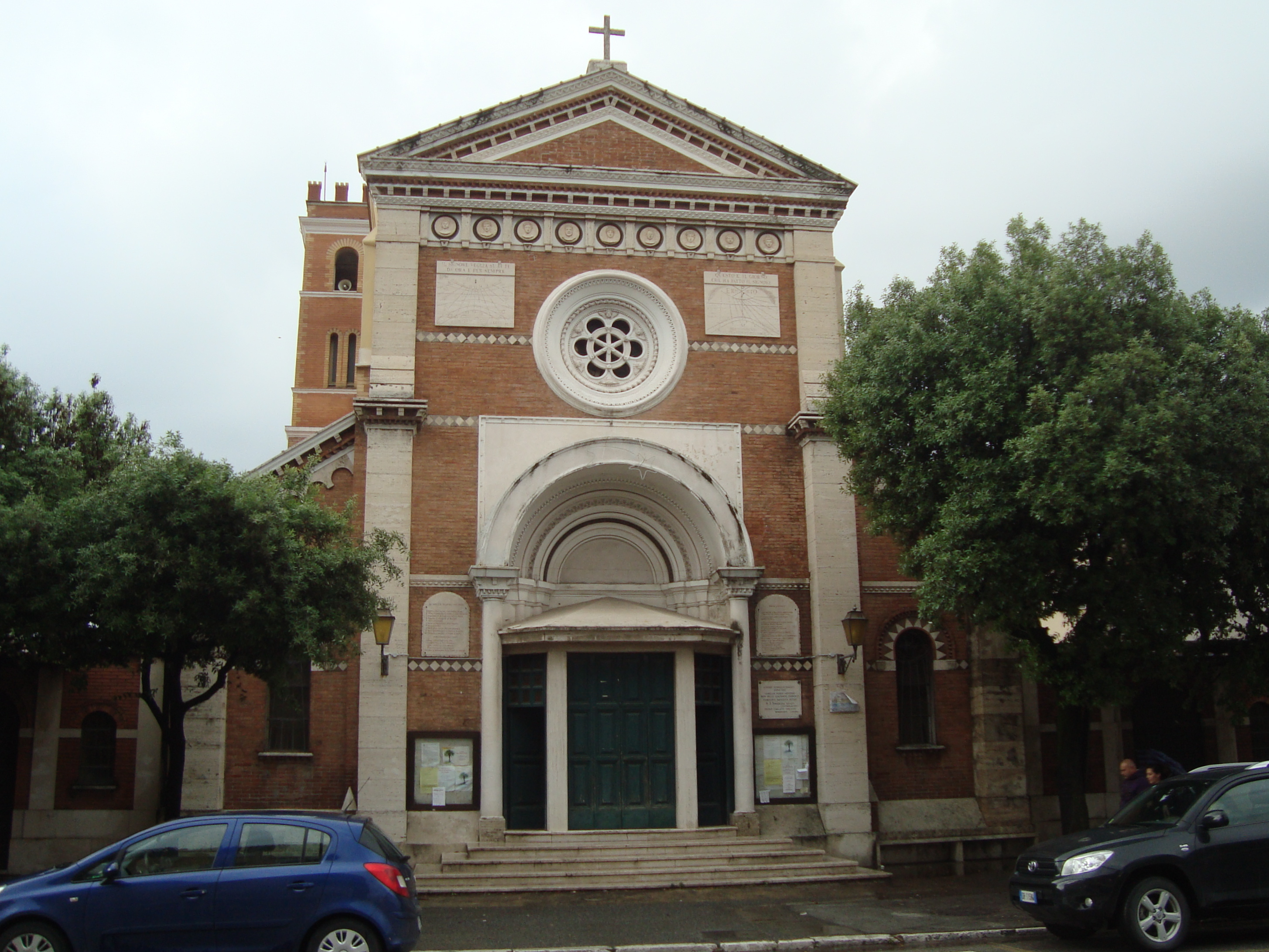
Església de Santa Simforosa, a Tívoli Terme, lloc original del martiri.

Quan Hadrià acabà les obres del seu palau de Tívoli (la Vil·la Adriana), va fer sacrificis per agrair-ho als déus; els sacerdots comunicaren a l'emperador que els déus deien que la vídua Simforosa i els seus fills feien patir els déus romans, ja que invocaven diàriament un altre déu, el cristià. Per això, si volia obtenir llurs favors, calia que Hadrià fes que ella i els fills abjuressin de la seva fe i fessin sacrificis als déus tradicionals.
L'emperador els feu detenir i els comminà a abjurar, però s'hi negaren. Foren condemnats a mort, i Simforosa, portada al Temple d'Hèrcules, fou torturada i, finalment, llençada al riu Anio amb una gran pedra lligada al coll, morint-hi ofegada.
L'endemà, els set fills foren comminats també a abjurar i davant la seva negativa, foren torturats també. En no sacrificar als déus, van ésser condemnats i morts per l'espasa: a Crescent li clavaren a la gola, a Julià al pit, a Nemesi al cor, a Primitiu al melic, Justí a l'esquena, a Estacteu al costat i Eugeni fou partit en dos de dalt a baix.
Eugeni, germà de Simforosa i membre del consell de Tibur, hauria enterrat el cos de Simforosa a la rodalia de la ciutat. Els cossos del set fills havien estat llençats a una fossa en el lloc després anomenat Ad Septem Biothanatos (nom aplicat als suïcides i màrtirs cristians pels romans). Després, en els següents sis mesos, els cossos dels set fills foren portats a una necròpolis de la Via Tiburtina, a vuit o nou milles (14 km) de Roma.